# Петунин, Александр Павлович
Александр Павлович Петунин (род. 31 января 1997, Екатеринбург) — российский хоккеист, нападающий. Мастер спорта России (2025).

## Биография
Сын игрока в хоккей с мячом Павла Петунина, мастера спорта международного класса и чемпиона России по хоккею с мячом 1993/94 в составе свердловского СКА.
В возрасте 4,5 лет начал заниматься хоккеем в екатеринбургской школе «Спартаковец», первый тренер — Юрий Васильевич Фёдоров. До 15 лет также играл в СДЮСШОР-18 в хоккей с мячом и хоккей на траве. В 2012 году перешёл в систему московского «Динамо».
С сезона 2014/15 стал играть за команду МХЛ ХК МВД (Балашиха). В двух следующих сезонах проводил по 20 с лишним матчей за ХК МВД и команду ВХЛ «Динамо» Балашиха. В сезоне 2017/18 дебютировал за «Динамо» в КХЛ, проведя 27 матчей; также сыграл 15 матчей за воронежский «Буран» ВХЛ и 8 — за МХК «Динамо» в МХЛ. Сезон 2018/19 начал, играя попеременно в «Динамо» и «Буране». 25 декабря был обменян в «Северсталь» на нападающего Руслана Карлина. 31 мая 2019 был обменян обратно на Карлина. 29 ноября 2019 года был вновь обменян в «Северсталь» на права на нападающего «Нэшвилл Предаторз» Калле Йернкрука. 1 мая 2020 был обменян в «Динамо» на денежную компенсацию, 22 мая был обменян в «Северсталь» на нападающего Никиту Луховского. 4 мая 2021 года был обменян в «Динамо» на денежную компенсацию. 17 июня 2022 года был обменян в «Северсталь» на нападающего Владислава Кодолу. 24 сентября 2023 года в результате обмена на Никиту Коростелёва перешёл в «Металлург» Магнитогорск. В апреле 2024 года стал обладателем Кубка Гагарина.

## Достижения
Чемпион ВХЛ и обладатель Кубка Братины (2017).
Обладатель Кубка Гагарина (2024)